# Vespa ochropygos
Vespa ochropygos är en getingart som beskrevs av Martin Lichtenstein 1796. Vespa ochropygos ingår i släktet bålgetingar, och familjen getingar. Inga underarter finns listade i Catalogue of Life.